# Phare de Chassiron
Le phare de Chassiron, juché sur une falaise rocheuse, est situé à l'extrémité nord de l'île d'Oléron, près de la ville de Saint-Denis-d'Oléron. Le phare permet aux marins d'entrer dans les eaux du pertuis d'Antioche, lieu semé de récifs et réputé pour ses nombreux naufrages. C'est le plus ancien phare de France encore en activité après celui de Cordouan et de  Stiff.
Le phare de Chassiron ainsi que ses dépendances ont été classés au titre des monuments historiques par arrêté du 23 octobre 2012.

## Le phare en chiffres
- Première tour achevée en 1685
- Deuxième construction en 1834
- Mise en service le 1er décembre 1836
- Hauteur : 43 mètres
- Taille des fondations : 18 mètres de diamètre et 3 mètres de profondeur
- Feu : 8 faisceaux lumineux, feu à éclats blanc de 10 secondes
- Portée d’environ 52 km (28 milles nautiques)
- Automatisation en 1998
- Coordonnées géographiques : 46°02′48″N, 1°24′37″O
- Nombre de marches : 224
- Fréquentation: 164 000 visiteurs annuels (en 2012) [3]

## Histoire
La première tour du phare de Chassiron, de 33 mètres de haut, a été construite sur ordre de Colbert en 1685. C'est le troisième feu construit sur les côtes française après celui du phare des baleines en 1682 et de Cordouan, construit lui en 1355. À l'époque, Rochefort était un arsenal militaire de la marine royale. Ce dernier avait une position stratégique car il était protégé côté terre par la Charente et côté mer par les pertuis charentais et les fortifications maritimes (fort Louvois, fort Enet, fort Vauban, …).
De nombreux naufrages ont eu lieu sur la côte découpée du nord de l'île. Il devenait alors essentiel de construire un phare pour orienter les marins et pour baliser l'entrée du pertuis. De façon à le différencier de ses voisins, que sont le phare des Baleines sur l'île de Ré et le phare de Cordouan dans l'estuaire de la Gironde, la tour Colbert était éclairée par deux feux de bois.
Le deuxième phare de Chassiron, tel qu'on le connaît aujourd'hui, a été construit en 1834 et mis en service le 1er décembre 1836. Les fondations ont 18 mètres de diamètre et 3 mètres de profondeur sous le rocher. Les pierres proviennent de la carrière de Crazannes (Charente Maritime). Les marches, les perrons et la plate-forme sont des blocs de granit de Vendée. Ces matériaux ont été acheminés par gabares jusqu'au port de Saint-Denis.
En effet, la tour Colbert n'était plus assez efficace pour faire face au trafic maritime qui augmentait. De plus, elle se situait trop près de la falaise qui recule très rapidement à cause de l'érosion à cet endroit de la côte.

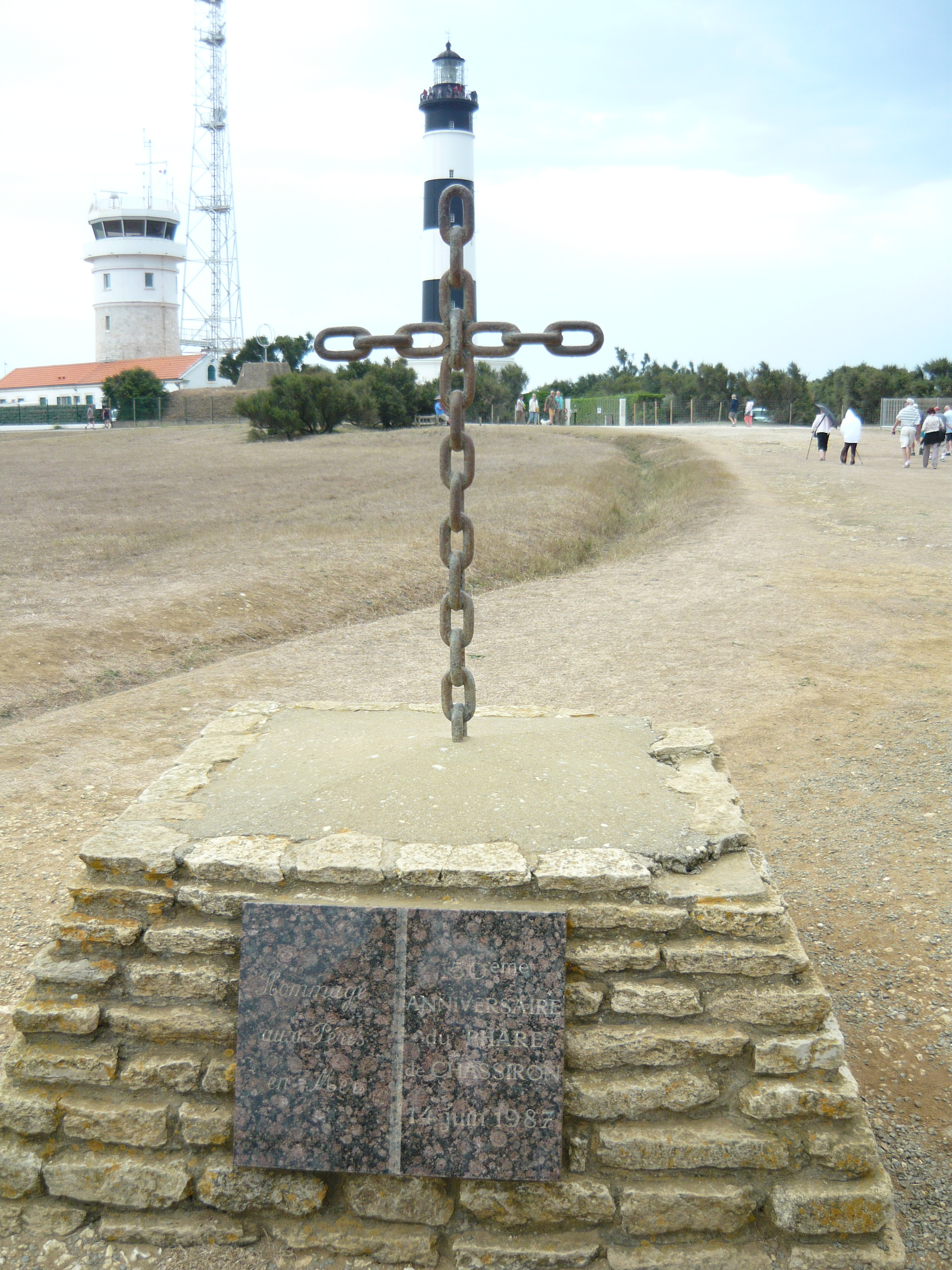
Cent cinquantième anniversaire du phare en 1987, stèle en hommage aux péris en mer.

Dès 1836, le phare de Chassiron est équipé des dernières technologies de l'époque en matière d'éclairage. Le premier système se composait d'une lampe à huile végétale à six mèches. À partir de 1895, la lampe va fonctionner au gaz d'huile. Une usine à gaz est alors construite à côté du phare. À titre expérimental, de 1902 à 1905 la lampe va utiliser le gaz d'acétylène. Le bouleversement technologique vient ensuite d'un système d'éclairage par ampoule électrique de 2 400 watts. Aujourd'hui la  lampe du phare fonctionne avec une ampoule de 250 watts aux halogénures métalliques et permet à ses huit faisceaux lumineux d'être visibles jusqu'à 52 kilomètres par temps clair, grâce à sa lanterne située à 43 mètres au-dessus du sol.
Avant 1926, le phare de Chassiron était tout blanc. À partir de cette date, trois bandes noires ont été peintes afin de mieux le différencier du phare des Baleines.
Depuis 1998, il n'est plus gardé à demeure mais contrôlé à distance. Il est entretenu par le bureau des phares et balises et surveillé par un contrôleur des Travaux Publics de l'État.
Ainsi, de ce phare qui possède un escalier en colimaçon de 224 marches, on peut admirer les villes de La Rochelle, l'île de Ré, ainsi qu'une partie nord de l'île d'Oléron.

## Le musée
La rotonde du phare abrite un musée. Les six salles du musée s’orientent, d’une part, autour de la découverte des pêches traditionnelles (pêche embarquée, pêche à pied, pêche à la courtine et pêche aux écluses à poissons) et d’autre part, elles évoquent l’agriculture partagée entre maraîchage et viticulture ainsi que les difficultés que rencontraient les paysans face aux vents et aux embruns qui brûlaient les récoltes.

## Le jardin du phare
Le jardin est en forme de rose des vents exposé aux embruns de l'océan Atlantique. Il se compose de quatre bassins, de mobilier pédagogique, d'une partie jardin de type contemporain avec des graminées et autres plantes d'ornements, et d'une partie jardin traditionnel avec 21 variétés de roses, un potager et de la vigne.
Il est labellisé jardin remarquable.

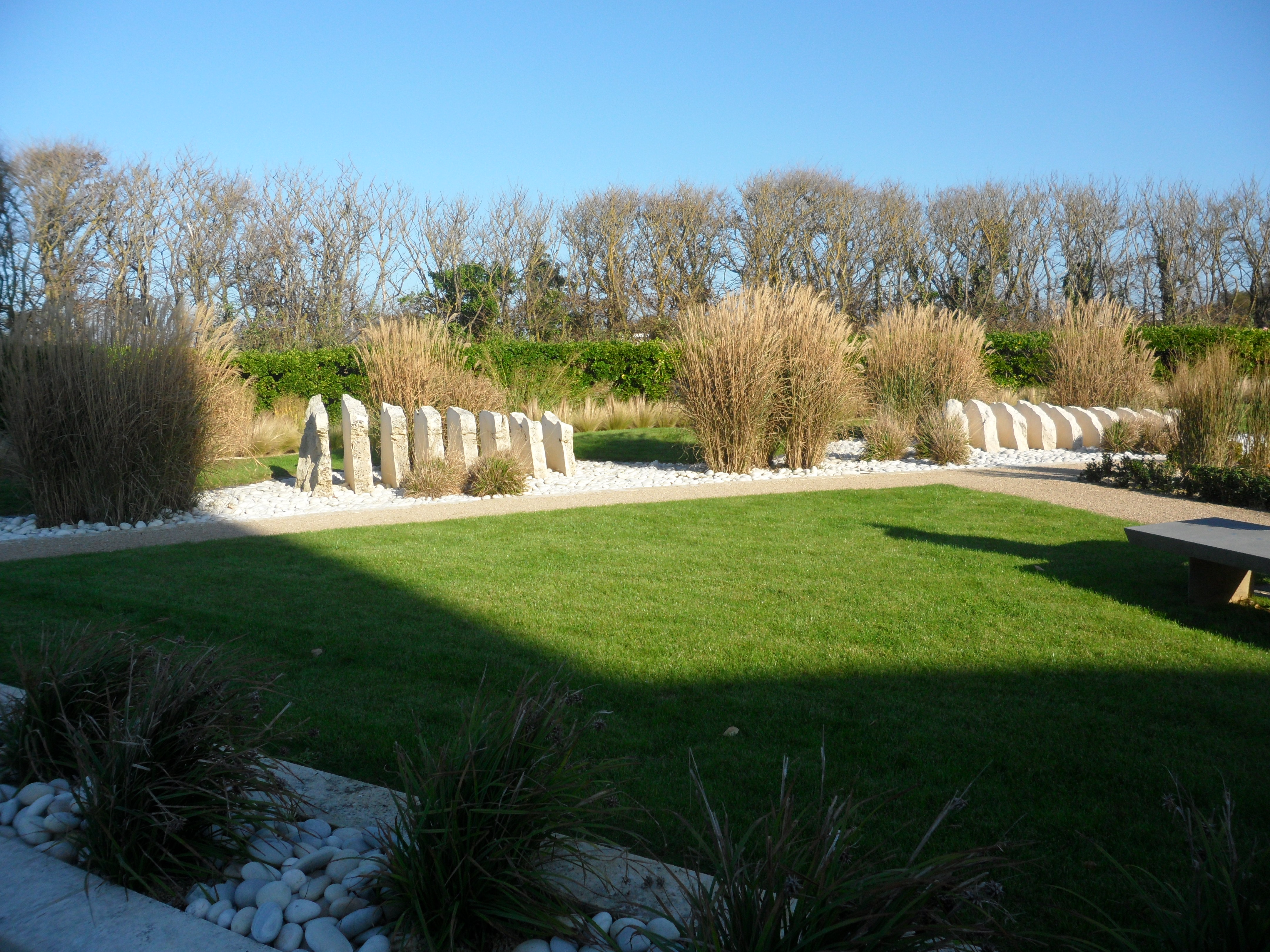
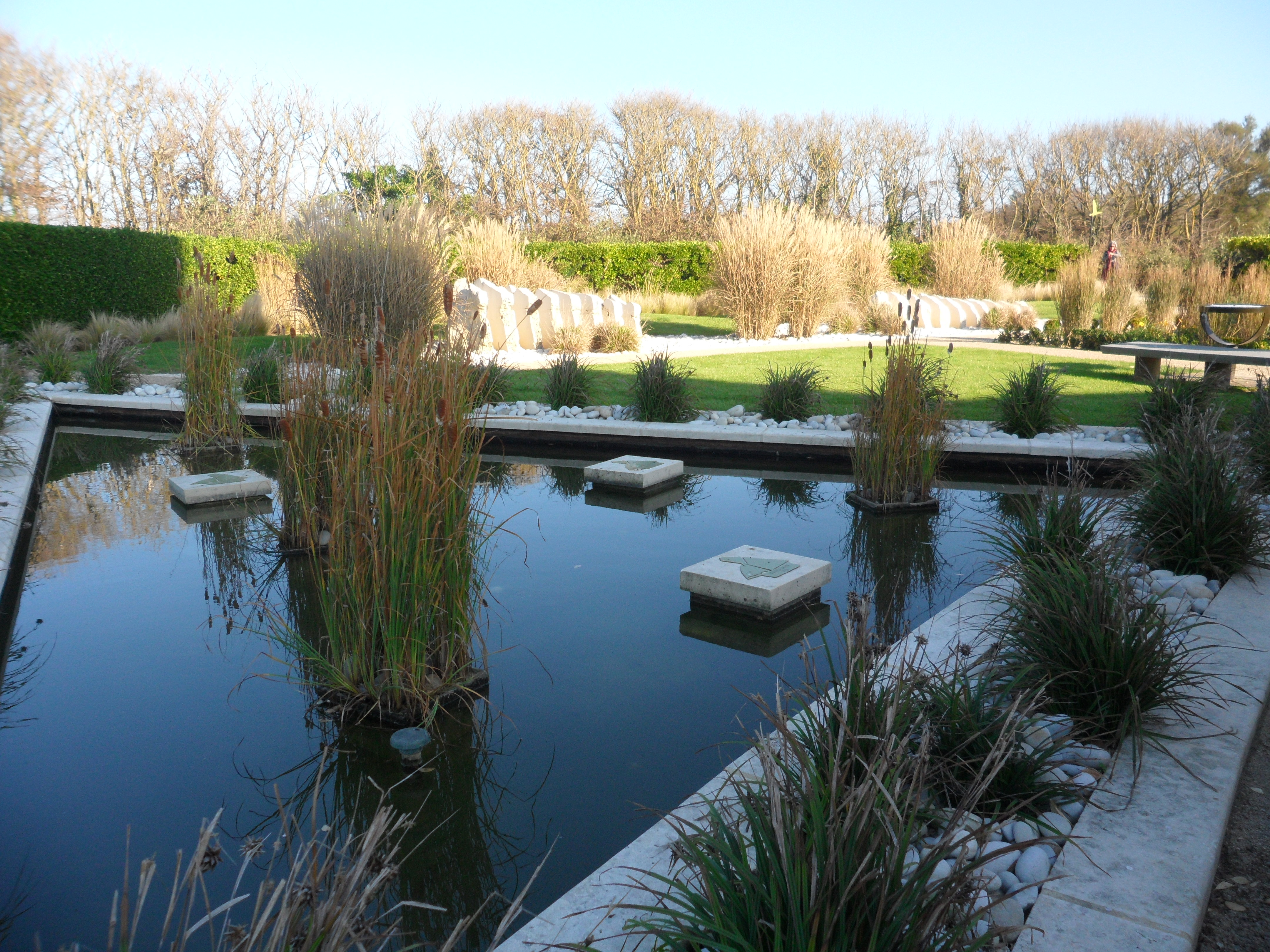
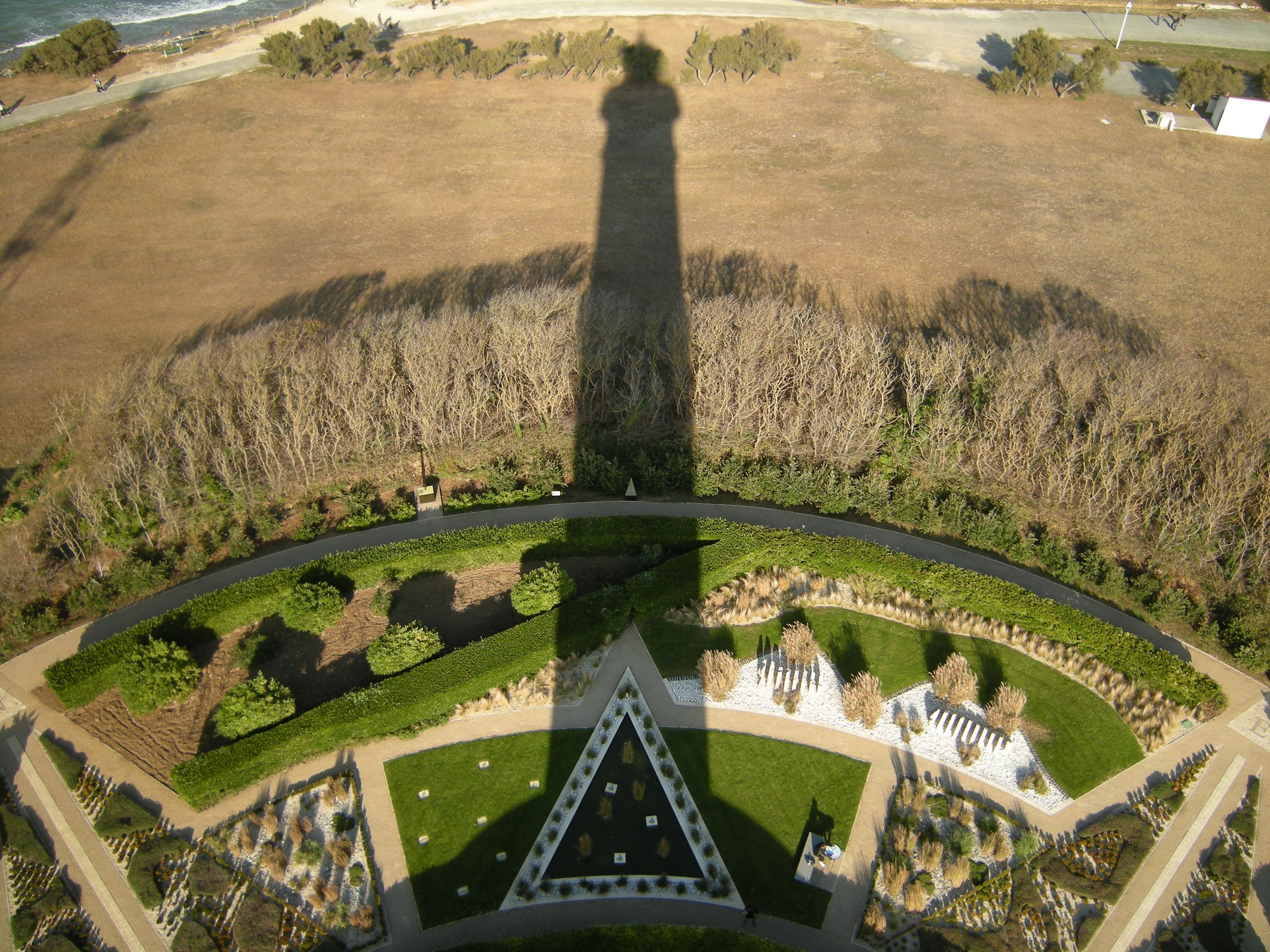

## L'écluse à poissons
Entre le phare et la falaise, une écluse à poissons en modèle réduit permet d'appréhender son fonctionnement. Les écluses à poissons font partie du patrimoine de l'Île d'Oléron. Ce sont des constructions en pierres de l'estran en forme de croissant convexe face à l'océan. Une grille au milieu du croissant laisse entrer et sortir l'eau des marées. Les poissons restent piégés à l'intérieur du croissant, la foue, plus bas que le niveau inférieur de la grille.

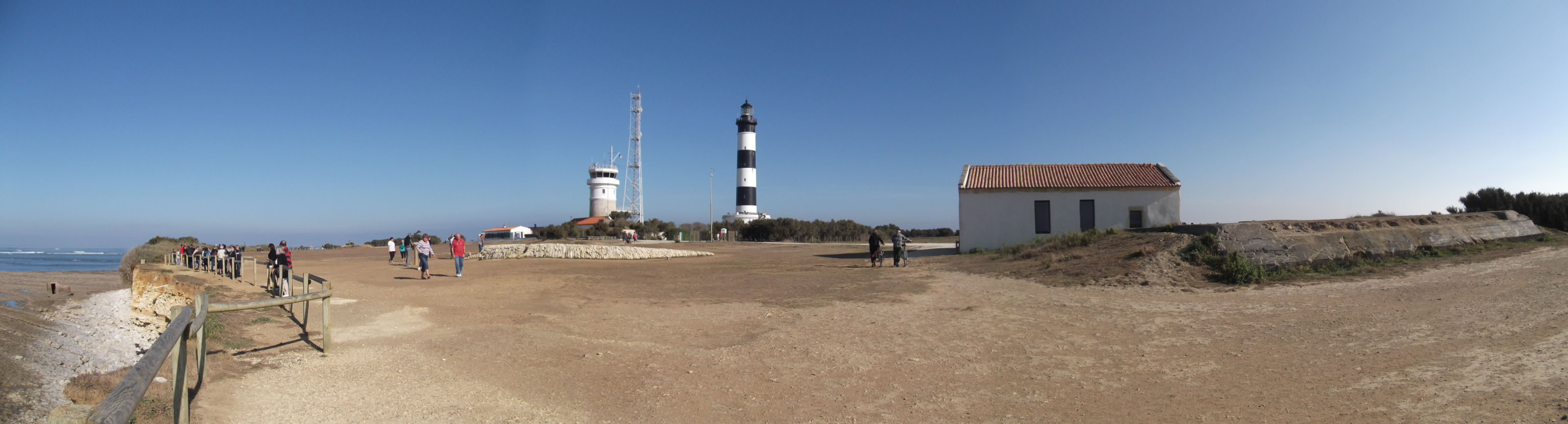
Écluse modèle réduit entre phare et falaise
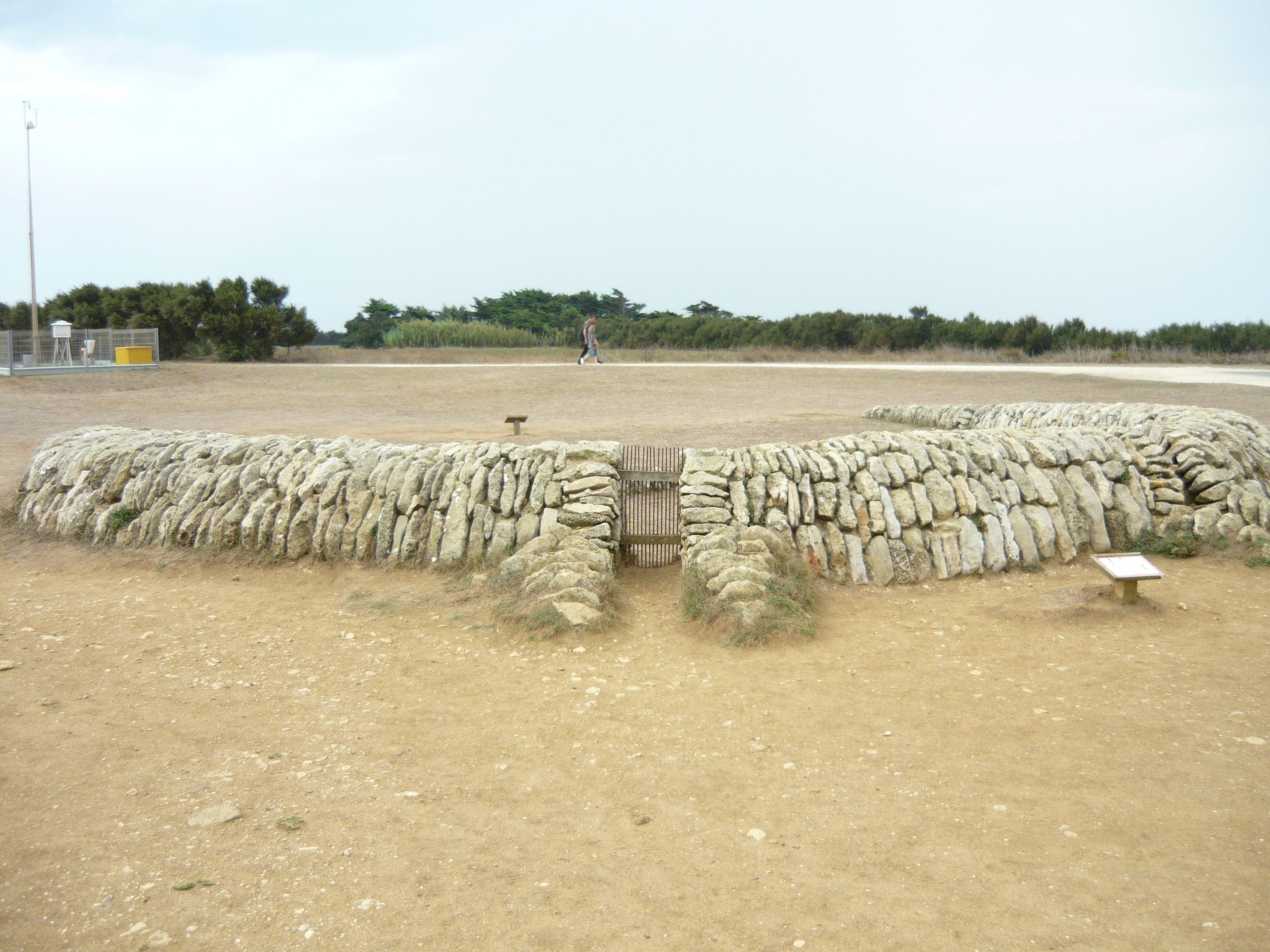
Face vers l'océan
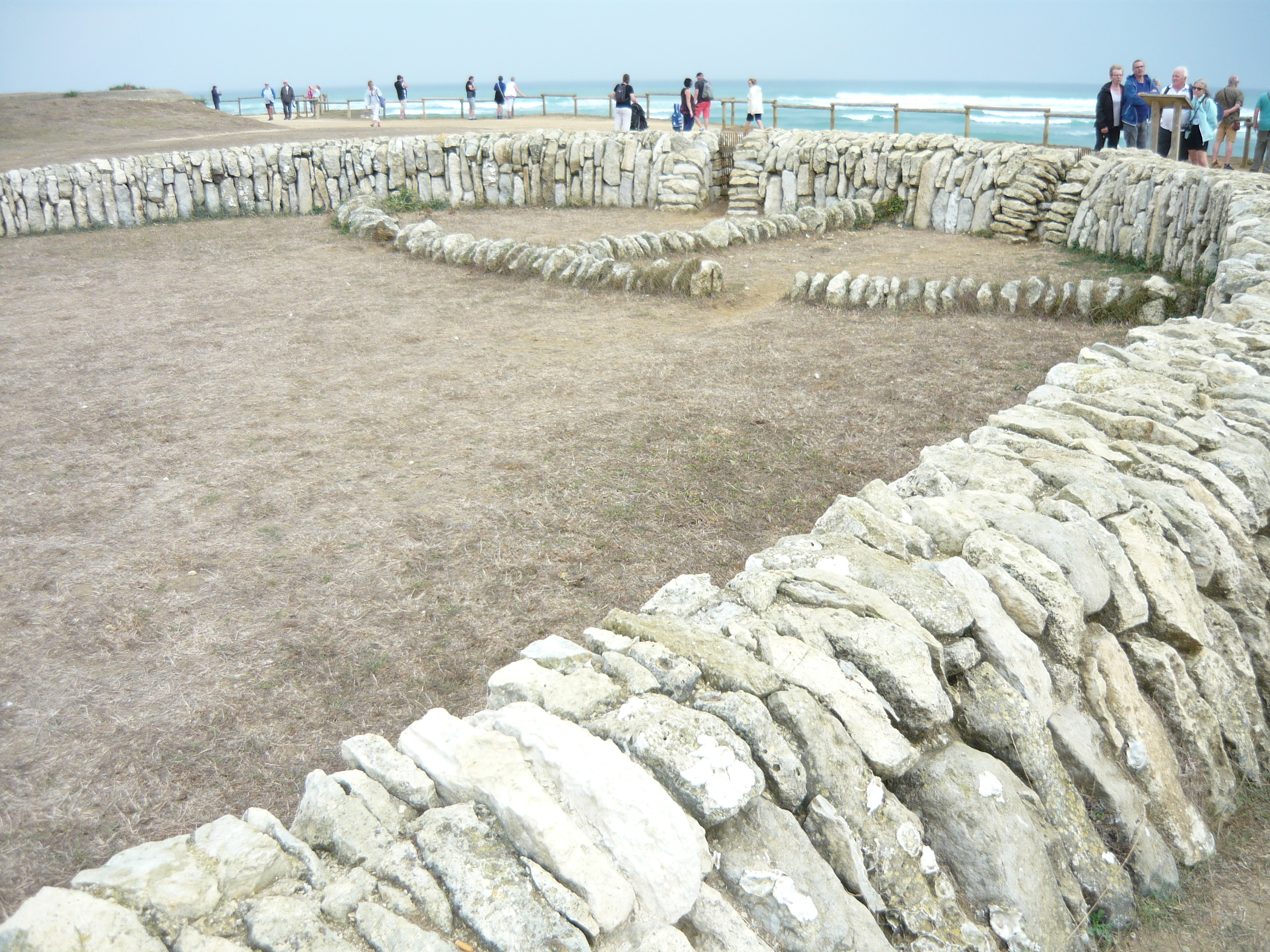
Intérieur de l'écluse

## Galerie

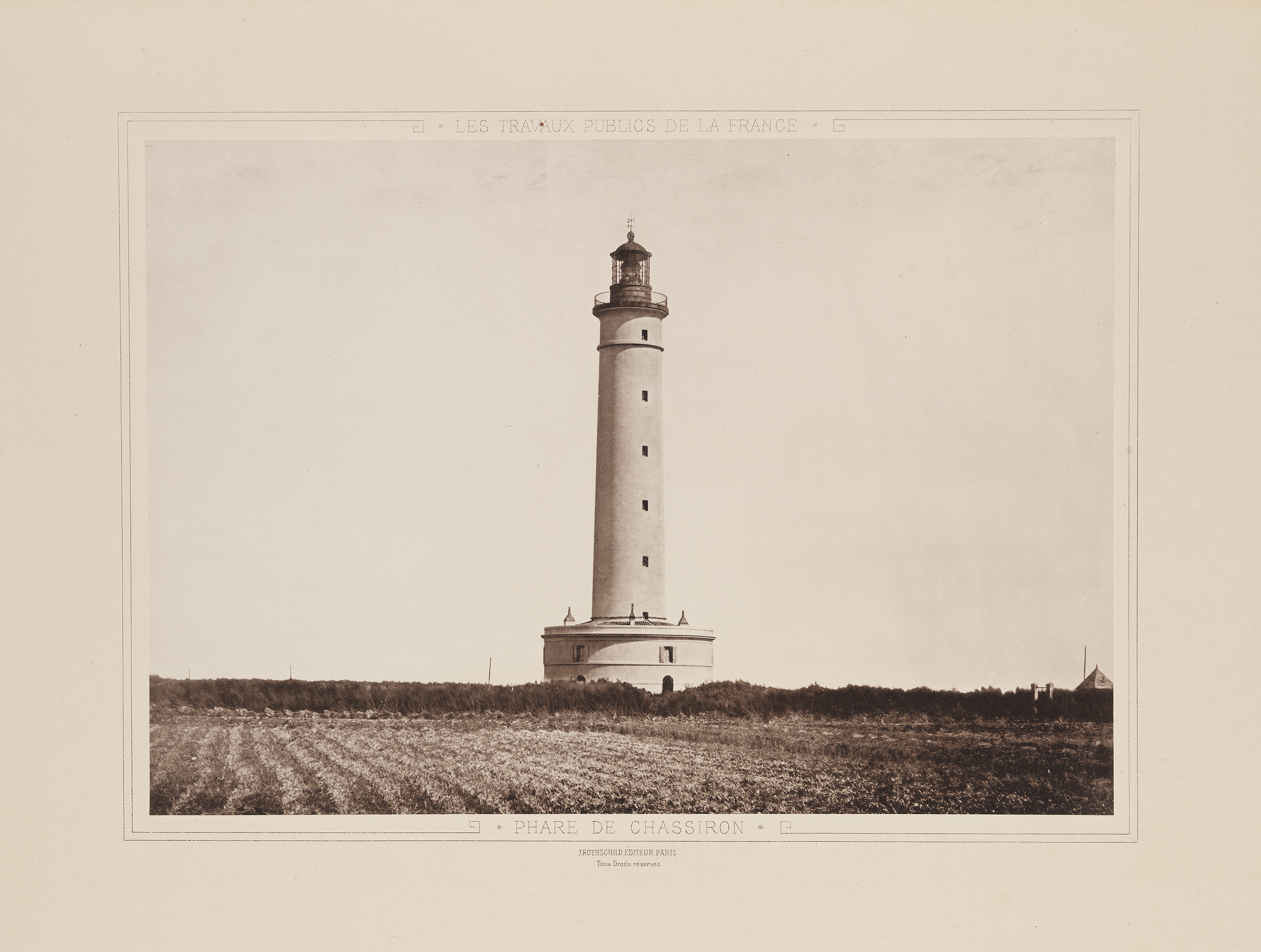
Le phare avant l’ajout des bandes noires.
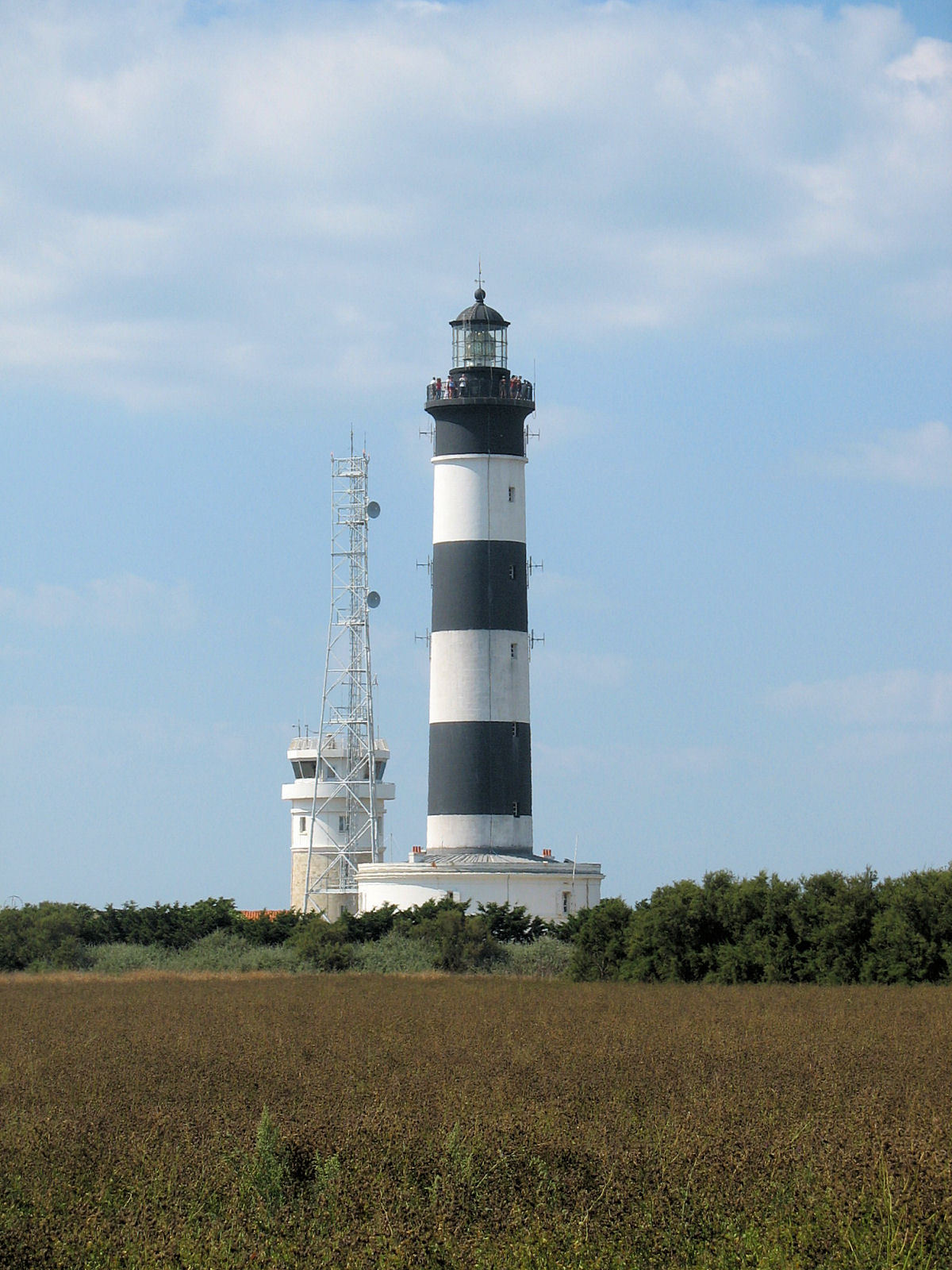
Le phare en 2006.
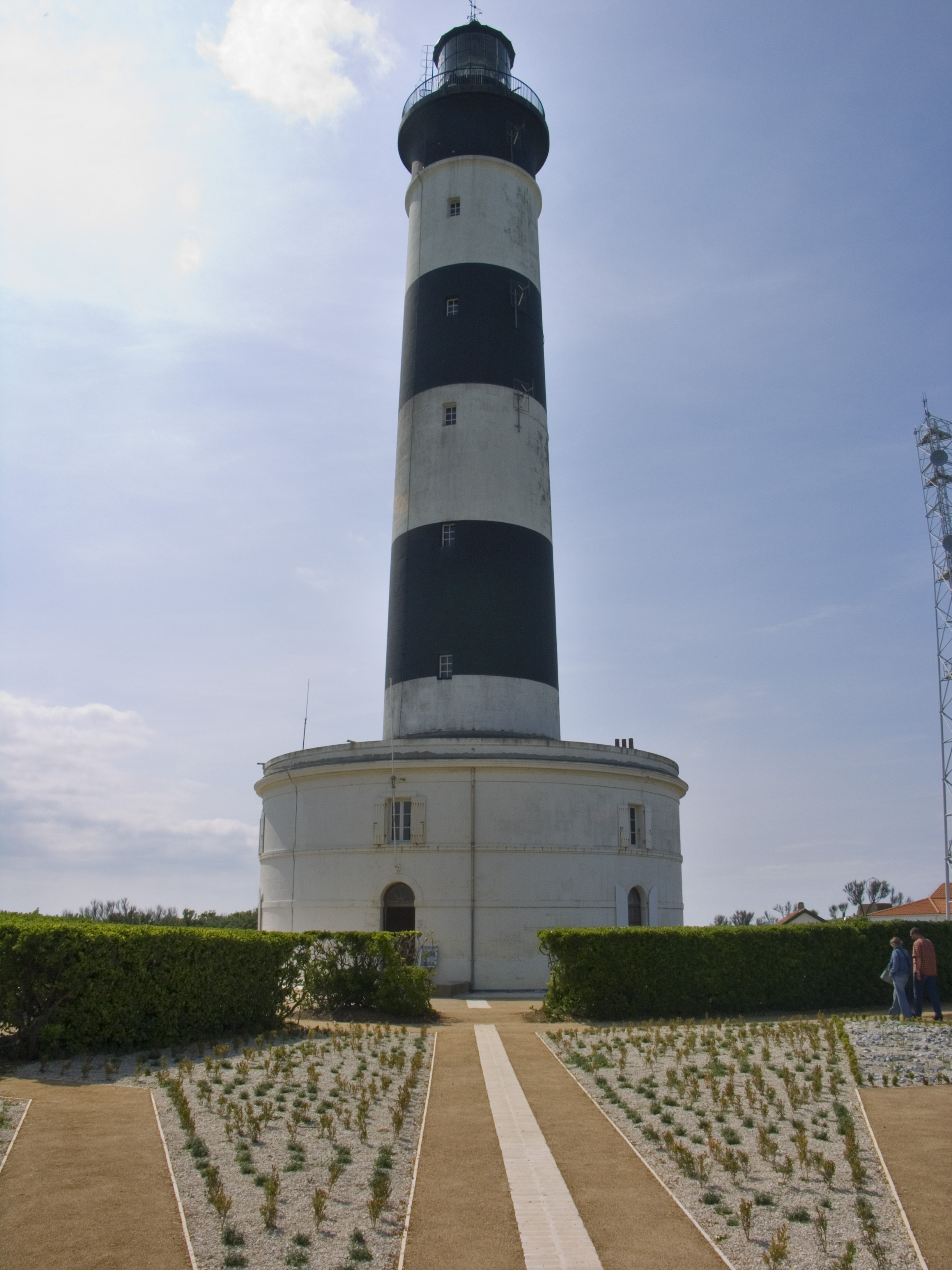
Le phare en 2007.
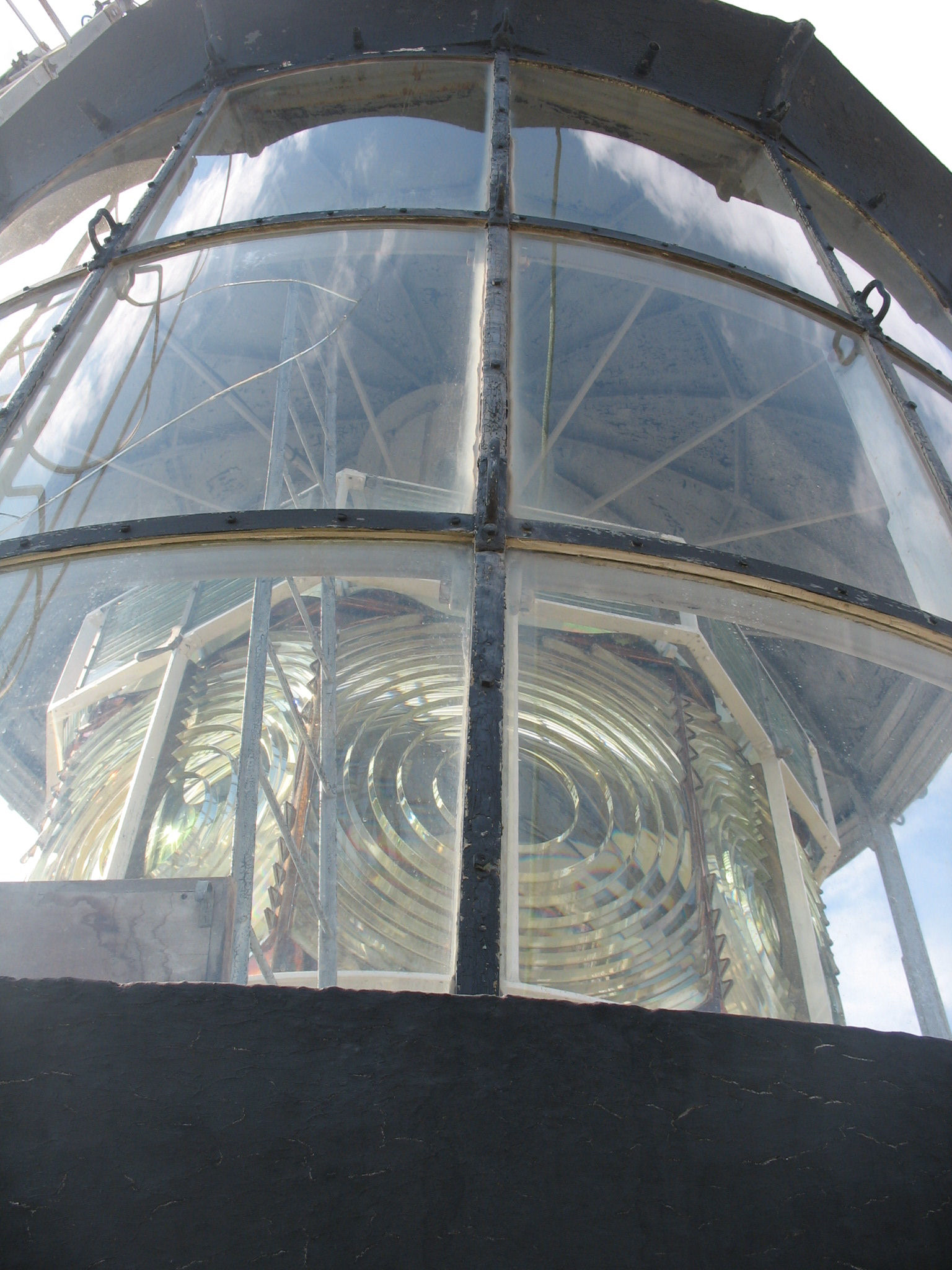
La lanterne du phare avec les lentilles de Fresnel.
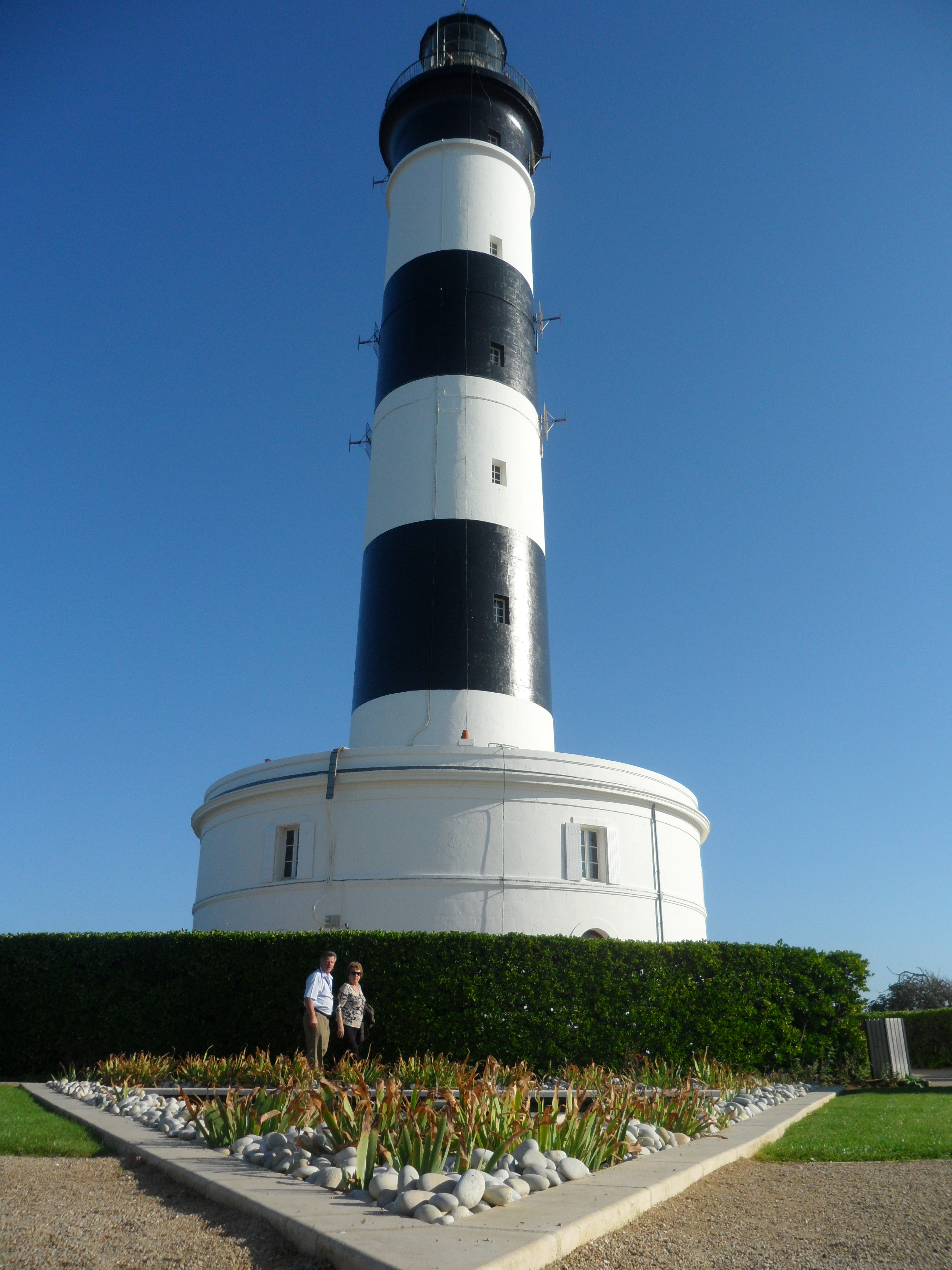
Le phare en 2010.
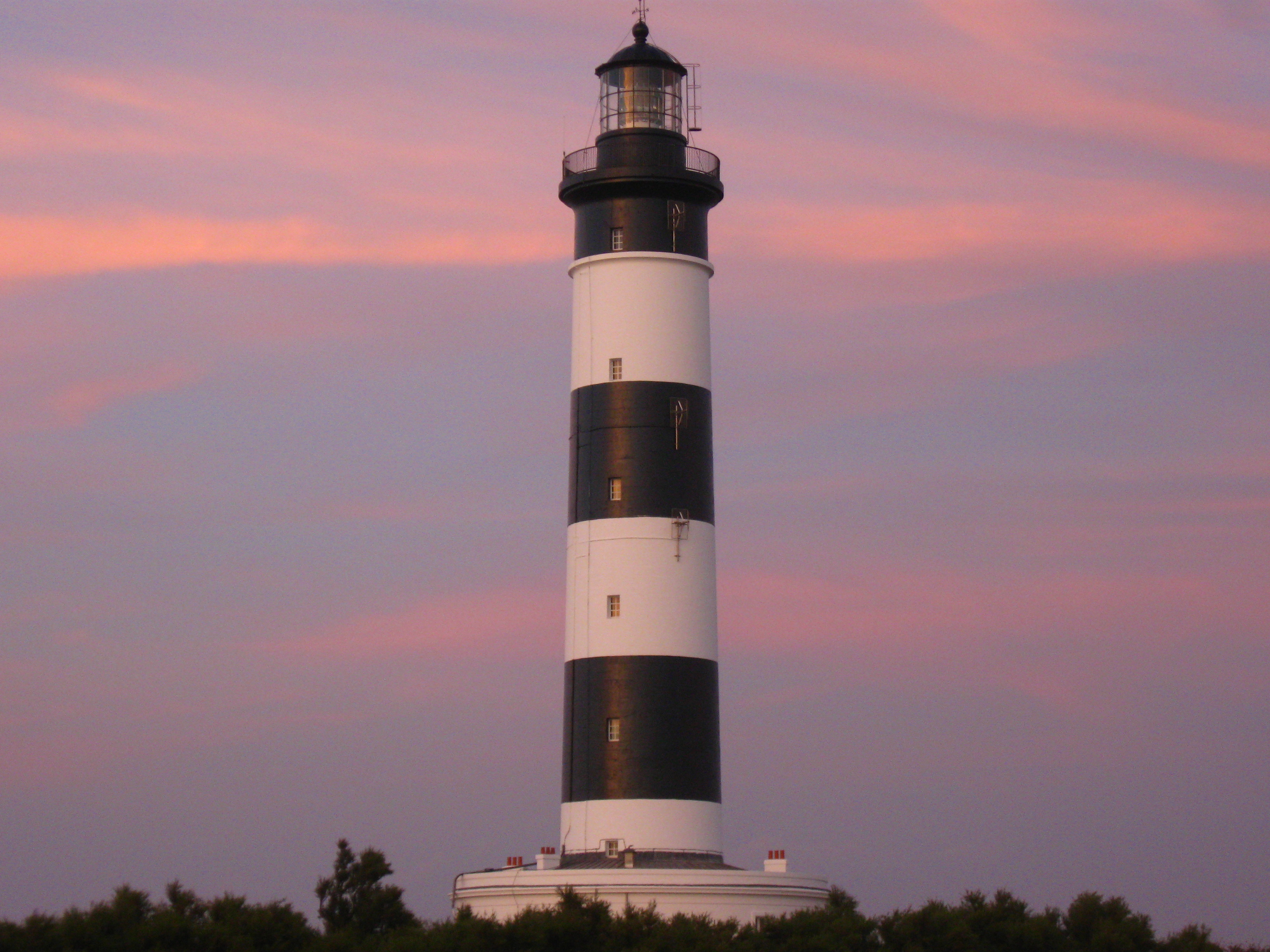
Le phare au coucher du soleil.
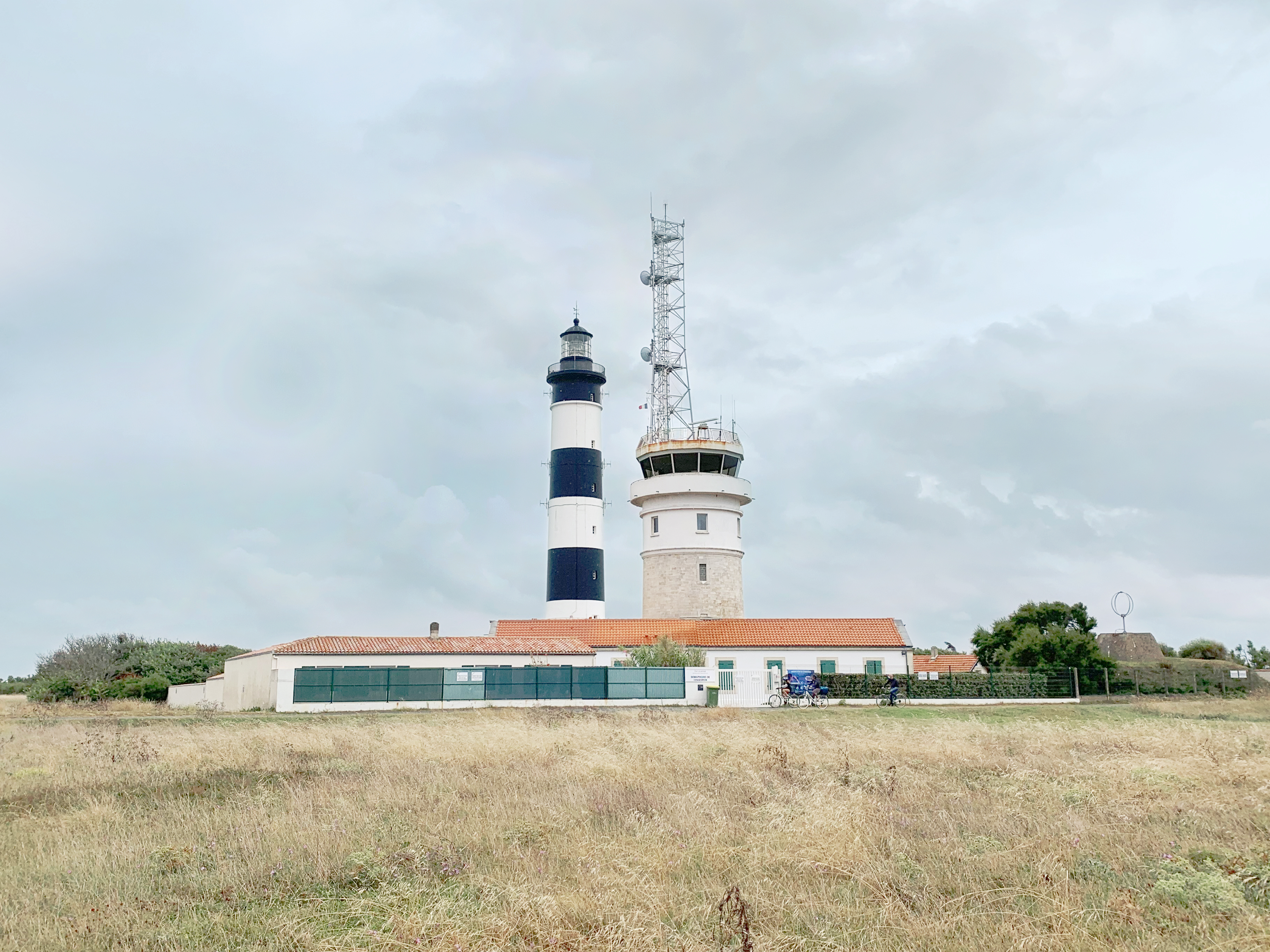
Le sémaphore et le phare de Chassiron à Saint-Denis-d'Oléron en 2021.
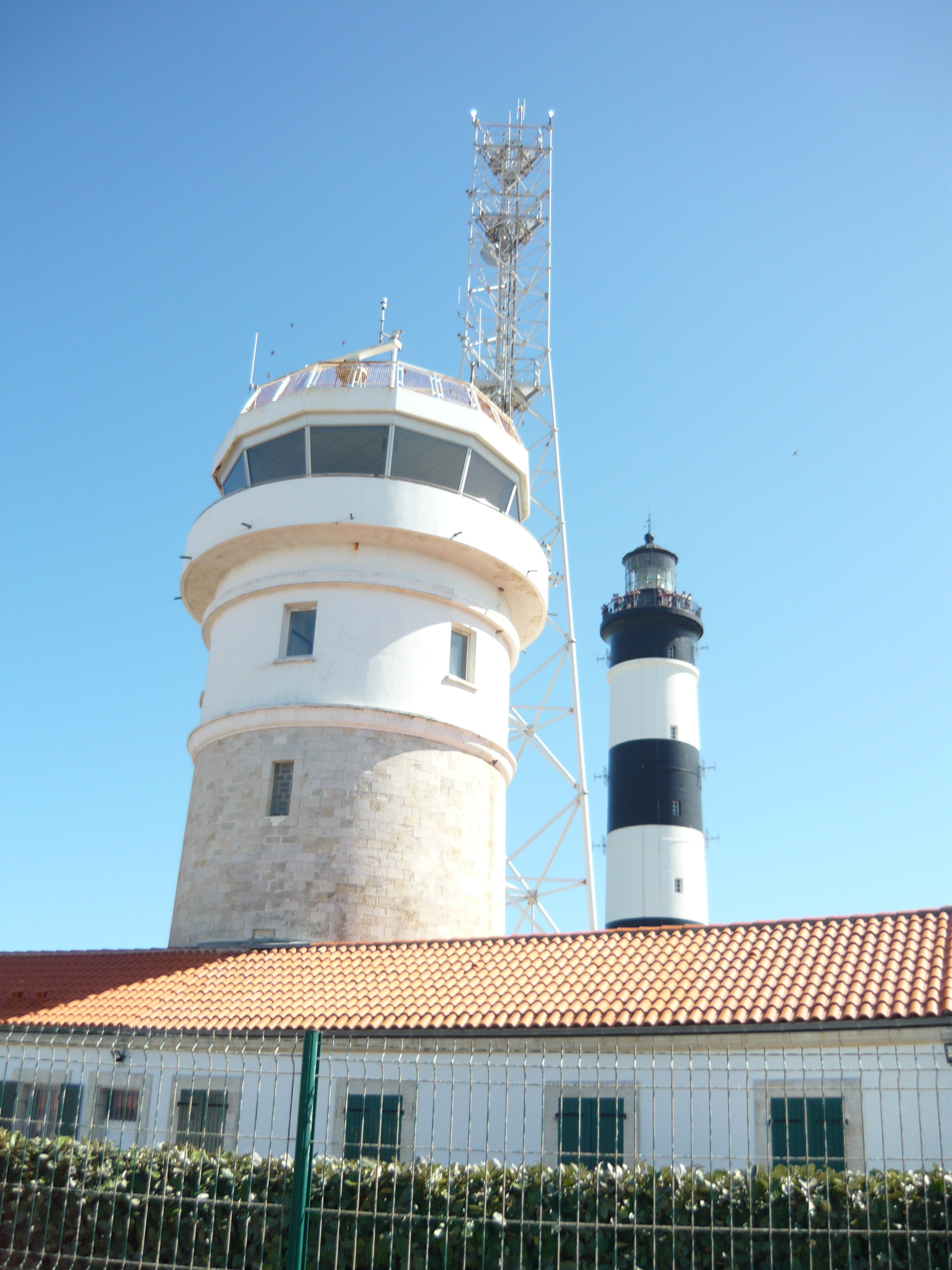
Le sémaphore et le phare.
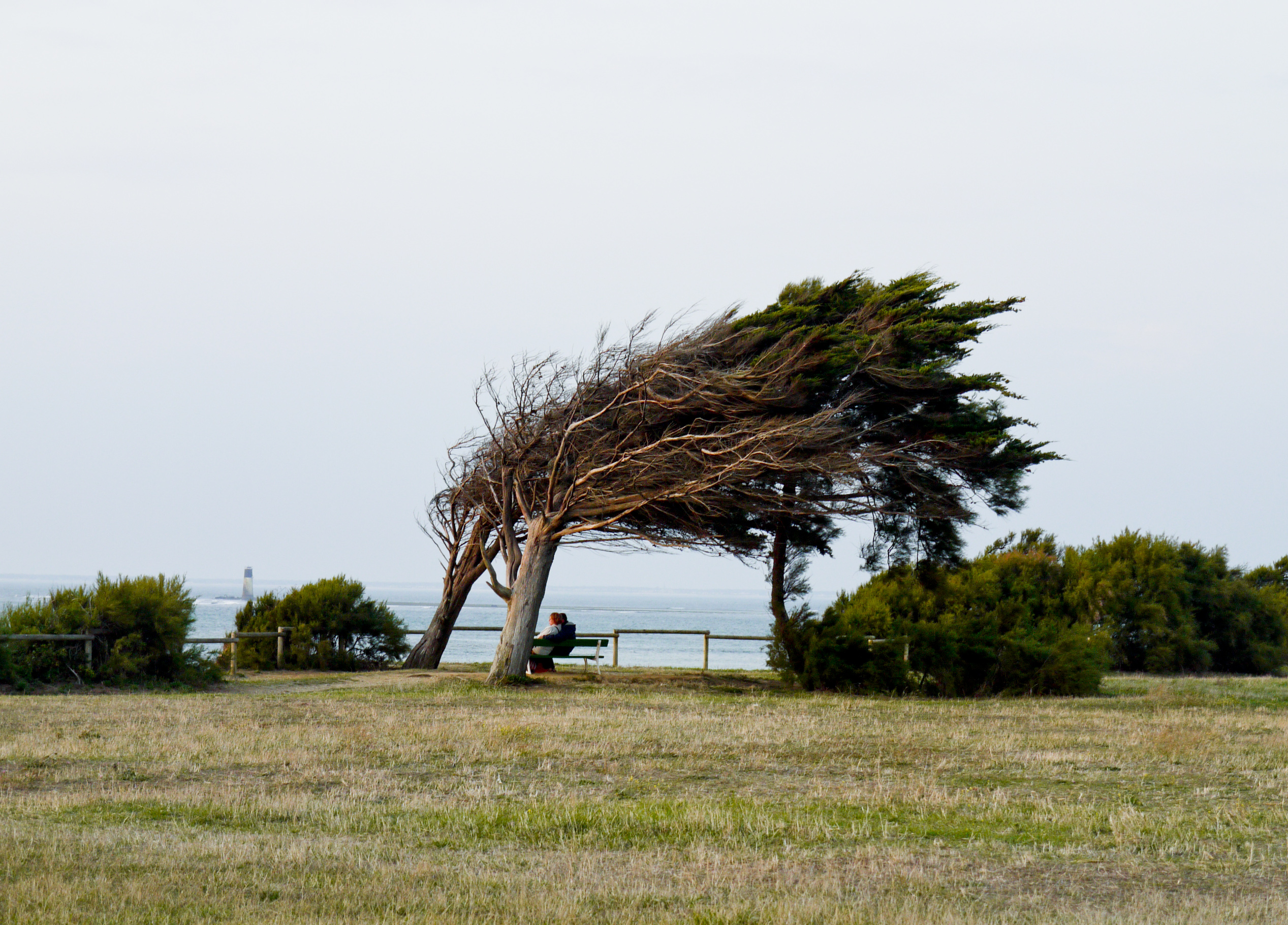
Pointe de Chassiron où l'on aperçoit au fond à gauche la Tour d'Antioche.
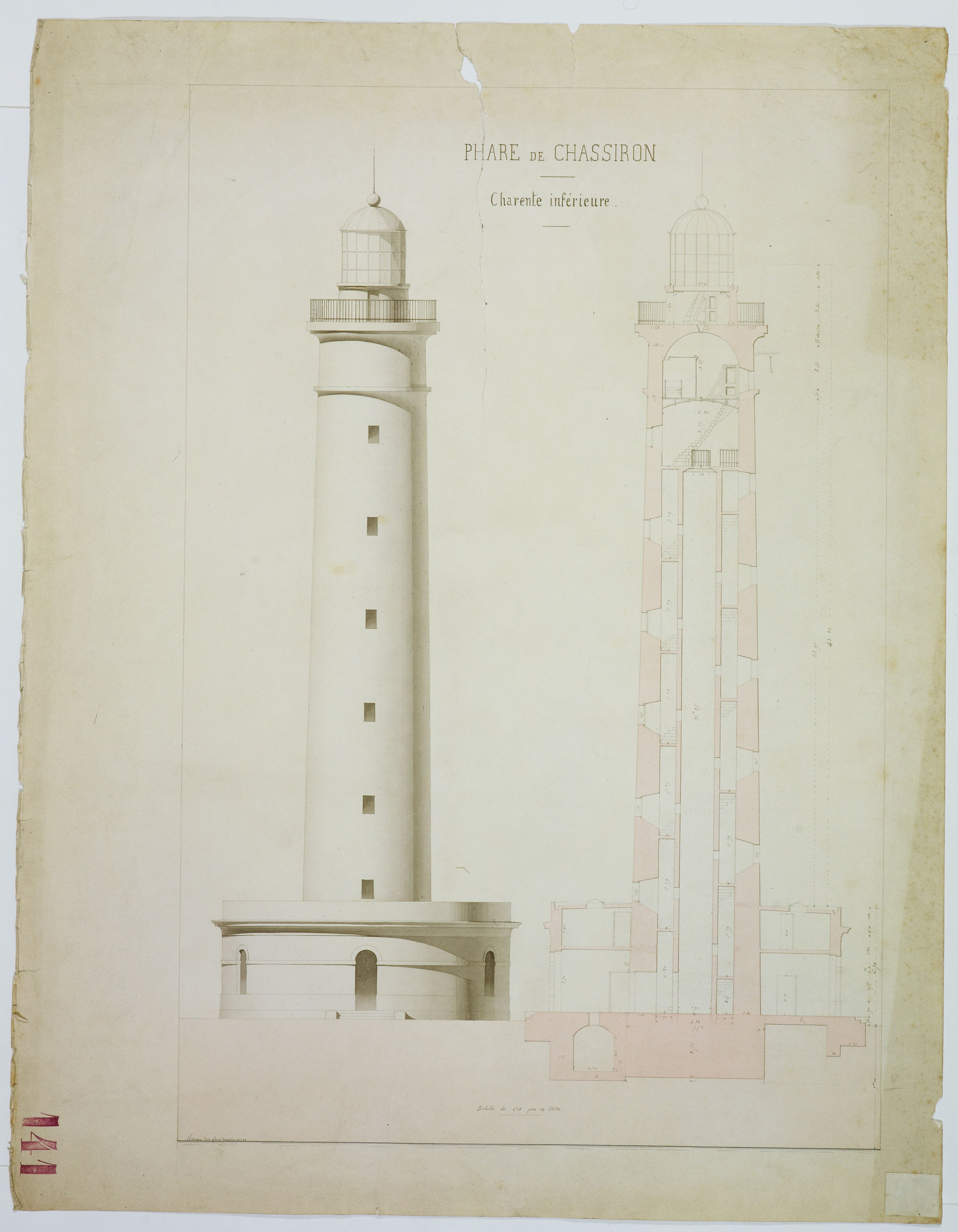
Phare de Chassiron. Charente inférieure.